# آریستوکسنوس

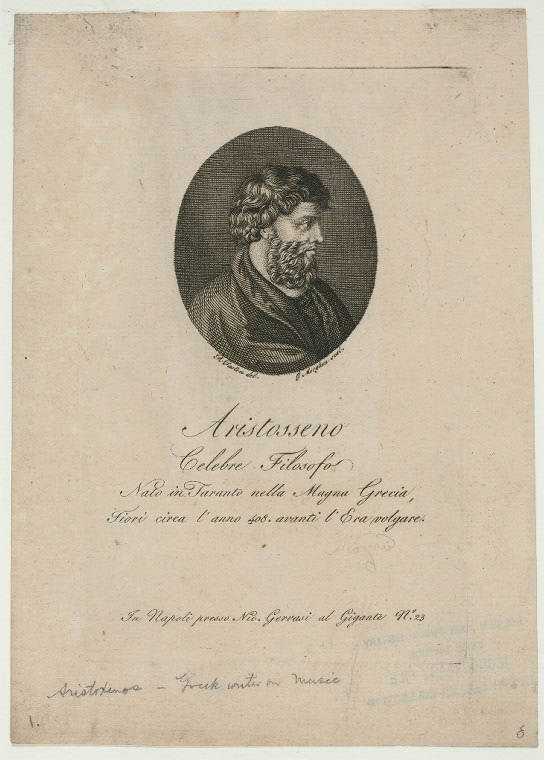
آریستوگزنوس

آریستوگزنوس (Ἀριστόξενος) یا آریستوکسنوس در ۳۳۵ پیش از میلاد می‌زیسته و شاگرد ارسطو بوده و گفته می‌شود ۱۵۳ کتاب نوشته‌است.
آریستوگزن در شهر تارانتو در جنوب ایتالیا زاده شد.
از کتاب‌های او تنها آرمونیکا استوئیخیا (اصول هارمونی) مانده‌است که گویا همان کتاب الریموس (یا کتاب الرئوس) باشد که ابن ندیم از آن نام می‌برد و می‌گوید که در یک مقاله است و این یکی کهن‌ترین کتاب‌های موسیقی شناخته شده‌است، نیز پاره‌ای از نوشته‌های او دربارهٔ با ریتم در دست است. ابن ندیم از او «الایقاع» هم نام می‌برد که آن هم یک مقاله‌است.
در یونان برای نخستین بار آریستوکسنوس پی به اهمیت تقسیمات برابر اکتاو برد. وی در موسیقی توسط لامپوس اریتره‌ای و زنوفیلوس با مکتب فیثاغورث آشنا گردید. او بر خلاف فیثاغورثیان باور داشت که ارزش فواصل موسیقی به قضاوت گوش است و نه ساختار ریاضی آن‌ها. برهمین اساس او با معرفی تقسیمات اکتاو ساختار تقریبی گام ۱۲ قسمتی مساوی را بر اساس کوک سیم‌ها با فاصله چهارم و پنجم بدست آورد. او انواع گوناگون دانگ‌های یونانی را توصیف نمود و در این راه تنها از میانگین هندسی استفاده نمود که در زمان خود اقدامی جدید بود.